# Jacques Maritain
Jacques Maritain (Parigi, 18 novembre 1882 – Tolosa, 28 aprile 1973) è stato un filosofo francese, convertitosi al cattolicesimo.
Allievo di Henri Bergson, fu autore di più di sessanta opere ed è generalmente considerato come uno dei massimi esponenti del neotomismo nei primi decenni del XX secolo, nonché uno tra i più grandi pensatori cattolici del secolo. Fu anche il filosofo che più di ogni altro avvicinò gli intellettuali cattolici alla democrazia allontanandoli da posizioni più tradizionaliste. Papa Paolo VI lo considerò il proprio ispiratore. A conferma di ciò, dopo una lunga corrispondenza durata dal 1926 al 1973 e quattro memoranda inviati al Pontefice, alla chiusura del Concilio Vaticano II fu a Maritain, quale rappresentante degli intellettuali, che Paolo VI consegnò simbolicamente il proprio Messaggio agli uomini di pensiero e di scienza.

## Biografia
Nasce a Parigi in una famiglia protestante, il padre Paul Maritain è avvocato, la madre Geneviève Favre è la figlia del politico Jules Favre. Frequenta il liceo Henri-IV e studia poi chimica, biologia e fisica alla Sorbona, dove si laurea dapprima in filosofia e poi in scienze naturali. In questi anni universitari conosce Raïssa Oumançoff, immigrata russa di origine ebraica, che sposerà nel 1904 e che lo seguirà appassionatamente nella sua ricerca della verità.
Lo scientismo, allora in voga alla Sorbona, lo delude rapidamente; lo ritiene incapace di rispondere alle fondamentali questioni esistenziali. Su consiglio di Charles Péguy, segue con la futura moglie i corsi di Henri Bergson al Collège de France. Bergson comunica ai Maritain, oltre alla critica dello scientismo, pure il senso dell'assoluto. Anche grazie all'influenza di Léon Bloy i Maritain si convertono nel 1906 al cattolicesimo.
I coniugi Maritain si trasferiscono nel 1907 a Heidelberg, dove Jacques Maritain studia biologia sotto la direzione di Hans Driesch, la cui teoria neovitalista lo attira in quanto apparentata alle concezioni di Bergson. Durante una lunga convalescenza della moglie, il consigliere spirituale dei Maritain, il domenicano Humbert Clérissac, le fa scoprire l'opera di San Tommaso d'Aquino. L'entusiasmo di Raissa contagia il marito, che vede in San Tommaso la conferma di molte sue idee. Dal “Dottore angelico” Maritain passa ad Aristotele, di cui San Tommaso aveva cristianizzato il pensiero, e alla neoscolastica.
Nel 1912 Jacques Maritain inizia la propria attività di docente, prima al Collegio Stanislao, poi all'Istituto cattolico di Parigi e al piccolo seminario di Versailles. Nel 1920 partecipa con Henri Massis alla fondazione della Revue Universelle.
Sotto l'influenza di Clérissac si avvicina ad ambienti vicini alla destra cattolica dell'Action française. Quando nel 1926 il Vaticano metterà in guardia dall'operato dell'Action française, dopo un periodo di riflessione, Maritain difenderà tali interventi con la pubblicazione di Primauté du spirituel. Negli anni successivi egli approfondisce la propria riflessione politico – sociale che nel 1936 esprime in Humanisme intégral e si avvicina ad ambienti della democrazia cristiana francese.
Nel 1933 è nominato professore al Pontificio Istituto di Studi Medioevali di Toronto. Egli insegnò pure alla Columbia University e alle Università di Chicago e Princeton. La seconda guerra mondiale lo blocca nell'America del Nord da dove si oppone strenuamente al regime filonazista di Vichy, fatto che lo mette fra i ricercati dalla polizia tedesca (partecipa attivamente alla resistenza con radiomessaggi e fogli distribuiti clandestinamente in territorio francese).
Con la fine della guerra il generale De Gaulle lo propone come ambasciatore della Repubblica Francese presso la Santa Sede. Dopo un rifiuto iniziale, accetta l'incarico che ricopre dal 1945 al 1948. Nel '49 viene invitato all'Università di Chicago, dove insegnano anche Leo Strauss, Eric Voegelin e Yves Simon coi quali, dopo la Carta dell'ONU del '45 e la Dichiarazione universale dei diritti umani del '48, contribuisce a delineare l'idea di un ordine pacifico sovranazionale per un'umanità appena uscita da due conflitti mondiali. Tiene un ciclo di conferenze che vengono raccolte nel volume Uomo e lo Stato, suo capolavoro di filosofia politica.
Accresce l'attività culturale dell'Ambasciata fondando il Centre d'études Saint Louis des Français. Durante questa esperienza farà amicizia con mons. Montini. Dopo tale esperienza ritorna a New York alla Princeton University, di cui diventerà professore emerito nel 1956.
Nel 1960 Raissa muore a Parigi e Jacques Maritain si ritira a Tolosa presso la Comunità religiosa dei Piccoli Fratelli di Gesù, ordine creato nel 1933, sul quale Maritain da sempre esercitava un'influenza. Fra il '62 e il '65, presenzia al Concilio Vaticano II, su invito di Montini. Nel 1971 egli stesso diventerà un piccolo fratello.
Jacques Maritain è sepolto con la moglie a Kolbsheim in Alsazia nel dipartimento francese del Basso Reno.

## Il pensiero
Il pensiero di Jacques Maritain è elaborato partendo da alcune tematiche di Bergson (che fu suo maestro), ma riferendosi principalmente alla filosofia realistica di Aristotele e di San Tommaso d'Aquino. Come quella dei due filosofi realisti la visione di Maritain si appoggia anzitutto sulla percezione della realtà e, poi, sulla comprensione dei principi fondamentali della metafisica, servendosi però anche dell'intuizione. Questa già in Bergson costituiva l'organo della metafisica. Maritain è un metafisico che difende una concezione della filosofia come scienza, anzi come la regina delle scienze, contro coloro che vorrebbero negare alla filosofia tale statuto. Il contributo più importante di Maritain, nella rielaborazione della concezione aristotelico-tomista, è l'intuizione dell'essere.
Nel 1910 Maritain completa il suo primo grande contributo alla filosofia contemporanea, un articolo di 28 pagine intitolato Raison et Science contemporaine, ossia Ragione e scienza contemporanea, che apparve nel numero di giugno della Revue de Philosophie. Maritain denunciava la divinizzazione della scienza e la confisca che questa faceva del ruolo della ragione e della filosofia e l'eccesso di importanza che veniva attribuito alle scienze rispetto alle lettere.
Nel 1917 un gruppo di vescovi francesi incaricò Maritain di preparare una serie di manuali destinati a essere utilizzati nelle università cattoliche e nei seminari. Maritain ne terminò tuttavia uno soltanto: gli Elementi di filosofia, il quale è, da allora, un'opera di riferimento per i seminari cattolici.
Con la pubblicazione delle opere Riflessioni sulla intelligenza e sulla sua propria vita (1924) e Distinguere per unire o i gradi per sapere (1932), il pensiero filosofico di Maritain apparve sempre più orientato verso una visione della filosofia, che mettesse come prioritaria l'evidenza dell'essere prima dei sensi e la metafisica prima dell'epistemologia. Per quest'ultima, auspicò un realismo critico, nel senso di una pratica riflessiva, tramite la quale fosse lecito difendere la conoscenza alla luce di quella già acquisita, sempre considerando che l'esistenza e la natura di Dio, rivelabili anche attraverso l'esperienza mistica, restano un punto fermo per ogni aspetto della vita.
Nel 1936 Jacques Maritain pubblicò il testo di sei lezioni, tenute nel 1934 presso l'Università di Santander con il titolo Umanesimo integrale (Humanisme intégral), in cui delineava l'ideale storico di una nuova cristianità e di un nuovo umanesimo, alternativo da una parte al marxismo, al liberalismo e al fascismo ma dall'altra anche alla vecchia cristianità medioevale, dove le istituzioni avevano il carattere del sacro. Per Maritain infatti il popolo è sovrano nel senso che Dio lo fa sovrano, per cui la legge civile deve rispettare la legge morale della coscienza e questa la legge eterna, che si impersona in Dio. Al contrario delle opere precedenti il termine storico di confronto non è più la Terza Repubblica francese, prototipo della società borghese, bensì l'Unione sovietica e le dittature fasciste.
Per quanto riguarda la riflessione pedagogica è in massima parte contenuta nel volume Per una filosofia dell'educazione (1959) e si è sviluppata soprattutto in America (in Italia è stato pubblicato in due volumi con il titolo L'educazione al bivio e L'educazione della persona). Contro il funzionalismo della pedagogia pragmatista, che si limita a far esercitare le capacità psichiche senza preoccuparsi della loro finalizzazione, Maritain afferma il primato della verità come oggetto della ricerca e come fondamento della libertà. L'educazione riguarda direttamente la persona; i suoi aspetti professionali e sociali, per quanto importanti siano, sono secondari e subordinati allo sviluppo della persona, che dopo tutto rappresenta l'unità sociale, ed è in se stessa un fine e un valore. L'educazione deve evitare il doppio errore del dispotismo dei docenti e delll'anarchia dei discenti. Al di là del pragmatismo americano e del razionalismo europeo, qualsiasi progetto educativo deve tendere all'unità della conoscenza, assicurandosi che il processo conoscitivo inizi dall'esperienza e termini con la ragione. L'opera contiene anche la tesi di Maritain sul ruolo della scuola nella società, con particolare riferimento alla realtà degli Stati Uniti e della Francia nell'età a lui contemporanea.
Durante la Seconda guerra mondiale, Maritain, che insegnava all'Istituto Pontificio canadese per gli Studi medievali, protestò contro la politica del regime di Vichy e, soprattutto, condannò in tutti modi possibili l'atrocità della Shoah. È del 1938 il libro Gli ebrei tra le nazioni che pubblica a seguito di una conferenza contro l'antisemitismo.
Nella sua opera egli distingue l'azione "en tant que chrétien" ("in quanto cristiano"), che consiste nell'obbedienza ai riti e ai dogmi della Chiesa, dall'azione "en chrétien" ("da cristiano"), la quale è l'applicazione individuale o ad opera di organizzazioni laiche delle idee cristiane in ambito temporale, in quest'ultimo caso la Chiesa non deve interessarsi.
La maggior parte dei manoscritti di Maritain è conservata dall'Associazione di studio Jacques e Raïssa Maritain a Kolbsheim in Alsazia, mentre il Maritain Center della University of Notre Dame, nello stato dell'Indiana, detiene una parte importante degli archivi americani del filosofo. Obiettivo di quest'ultima istituzione è incoraggiare lo studio e la ricerca sul pensiero di Maritain, ma anche svilupparne le idee.
Non fu un integralista. Negli anni Sessanta Jacques Maritain pose la dimensione dell'Umanesimo al centro della persona, evidenziando il valore della democrazia in contrapposizione al totalitarismo tecnologico che tende all'individualismo, alla massificazione e fu contro lo statalismo, il prassismo.
Nel 1956 padre Antonio Messineo dalle colonne di La Civiltà Cattolica accusò Maritain di naturalismo. Il suo libro Umanesimo integrale per poco non fu inserito nell'Indice dei libri proibiti poiché non evidenziava che la grazia divina è un dono gratuito e che il fine ultimo dell'uomo risiede nella vita ultraterrena e dunque oltre la storia.
Per Jacques Maritain la politica doveva essere focalizzata sulla persona umana e finalizzata al bene comune nel rispetto del pluralismo. Per far questo Jacques Maritain sostenne che si dovesse sviluppare una formazione integrale e armonica, che superasse le unilateralità e le scissioni, adottando una metodologia che non sia né permissiva né autoritaria ma segnata dalla libertà. La libertà umanistica è la condizione indispensabile per evitare il vuoto metafisico ed etico, che è nemico dell'educazione non meno che della democrazia.

## Riconoscimenti
In continuità con il comune mentore e maestro Montini, anche papa Giovanni Paolo II affermerà:
(Discorso di Giovanni Paolo II al Pontificio Ateneo "Angelicum", Cappella Sistina, 17 novembre 1979)
La teologia di San Tommaso è stata riconsiderata «come un elemento fondamentale per un'adeguata formazione del clero e della gioventù cristiana».

## Premi letterari
- 1961 - Gran premio di letteratura dell'Accademia francese[12]
- 1963 - Grand Prix national des lettres[13]

## Opere
Le singole opere sono state raccolte in: Oeuvres Complètes, a cura di J.-M. Allion, M. Hany, D. et R. Mougel, M. Nurdin, H.R. Schmitz, Paris, Editions Saint Paul-Fribourg, Editions Universitaires, 1986-2008, 17 voll. I volumi XIV e XV comprendono gli scritti di Raïssa Maritain. Il volume XVI riporta inediti e testi, compresi tra il 1920 e il 1973, rintracciati dopo la pubblicazione dei precedenti volumi. Il volume XVII contiene indici e apparati. L'edizione delle opere complete in lingua inglese è stata pubblicata dalla University of Notre Dame Press, Notre Dame (Indiana), USA.
- La philosophie bergsonienne: études critiques, Paris, Rivière, 1913
- Art et scolastique, Paris, Librairie de l'Art Catholique, 1920
- Eléménts de philosophie: Introduction générale à la philosophie, Paris, Téqui, 1920
- Théonas ou les entretiens d'un sage et de deux philosophes sur diverses matières inégalement actuelles, Paris, Nouvelle librairie nationale, 1921
- Antimoderne, Paris, Édition de la Revue des Jeunes, 1922
- Eléménts de philosophie II: L'ordre des concepts (Logique), Paris, Téqui, 1923
- Réflexions sur l'intelligence et sur sa vie propre, Paris, Nouvelle librairie nationale, 1924.
- De la vie d'oraison, Paris, À l'art Catholique, 1925
- I tre riformatori; Lutero, Cartesio, Rousseau, Brescia, editrice Morcelliana, 2001 (Trois réformateurs: Luther, Descartes, Rousseau, avec six portraits, Paris, Plon, 1925)
- Réponse à Jean Cocteau, Paris, Stock, 1926
- Une opinion sur Charles Maurras et les devoirs des catholiques, Paris, Plon, 1926
- Primauté du spirituel, Paris, Plon, 1927
- Quelques pages sur Léon Bloy, Paris, L'artisan du livre, 1927
- Pourquoi Rome a parlé (coll.), Paris, Spes, 1927
- Clairvoyance de Rome (coll.), Paris, Spes, 1929
- Le Docteur Angélique, Paris, Paul Hartmann, 1929
- Religion et culture, Paris, Desclée de Brouwer, 1930
- Distinguer pour unir: ou Les degrés du savoir, Paris, Desclée de Brouwer, 1932
- Le songe de Descartes, Paris, Buchet Chastel, 1932
- De la philosophie chrétienne, Paris, Desclée de Brouwer, 1933
- Du régime temporel et de la liberté, Paris, DDB, 1933
- Sept leçons sur l'être et les premiers principes de la raison spéculative, Paris, Téqui, 1934
- Frontières de la poésie et autres essais, Paris, Rouart, 1935
- La philosophie de la nature: essai critique sur ses frontières et son object, Paris, Téqui, 1935
- Science et sagesse, suivi d'éclaircissement sur la philosophie morale, Paris, Labergerie, 1935
- Lettre sur l'indépendance, Paris, Desclée de Brouwer, 1935
- Humanisme intégral, Paris, Fernand Aubier, 1936 (prima ed.: Problemas espirituales y temporales de una nueva cristianidad, Madrid, El Signo, 1935)
- Les Juifs parmi les nations, Paris, Cerf, 1938
- Questions de conscience : essais et allocutions, Paris, Desclée de Brouwer, 1938
- Situation de la poésie, Paris, Desclée de Brouwer, 1938
- Le crépuscule de la civilisation, Paris, Éd. Les Nouvelles Lettres, 1939
- Quatre essais sur l'esprit dans sa condition charnelle, Paris, Desclée de Brouer, 1939
- De la justice politique, Paris, Plon, 1940
- À travers le désastre, New York, Éditions de la Maison Française, 1941
- La pensée de saint Paul, New York, Éditions de la Maison Française, 1941
- Les droits de l'homme et la loi naturelle, New York, Éditions de la Maison Française, 1942
- Christianisme et démocratie, New York, Éditions de la Maison Française, 1943
- Education at the Crossroads, New Haven, Yale University Press, 1943
- De Bergson à Thomas d'Aquin, New York, Éditions de la Maison Française, 1944
- Principes d'une politiques humaniste, New York, Éditions de la Maison Française, 1944
- À travers la victoire, Paris, Hartmann, 1945
- Messages (1941-1944), New York, Éditions de la Maison Française, 1945
- Pour la Justice: articles et discours (1940-1945), New York, Éditions de la Maison Française, 1945
- Court traité de l'existence et de l'existant, Paris, Hartmann, 1947
- La personne et le bien commun, Paris, Desclée de Brouwer, 1947
- Raison et raisons, Paris, Egloff, 1948
- La signification de l'athéisme contemporain, Paris, Desclée de Brouwer, 1949
- L'uomo e lo stato (Man and the State), Chicago, University of Chicago Press, 1951
- Neuf leçons sur les notions premières de la philosophie morale, Paris, Téqui, 1951
- Approches de Dieu, Paris, Alsatia, 1953
- Creative Intuition in Art and Poetry, New York, Pantheon Book, 1953
- Georges Rouault, New York, Harry Ambrams, 1954
- On the Philosophy of History, New York, Charles Scribner's Sons, 1957
- Reflections on America, New York, Charles Scribner's Sons, 1958
- Pour une philosophie de l'éducation, Paris, Fayard, 1959
- Liturgie et contemplation, Paris, Desclée de Brouwer, 1959
- Le philosophe dans la cité, Paris, Alsatia, 1960
- The Responsibility of the Artist, New York, Scribner's Sons, 1960
- La philosophie morale. Examen historique et critique des grands systèmes, Paris, Gallimard, 1960
- Dieu et la permission du mal, Paris, Desclée de Brouwer, 1963
- Le mystère d'Israël, Paris, Desclée de Brouwer, 1965 (prima ed.: Il mistero di Israele, Brescia, Morcelliana, 1964)
- Carnet de notes, Paris, Desclée de Brouwer, 1965
- Le paysan de la Garonne. Un vieux laïc s'interroge à propos du temps présent, Paris, Desclée de Brouwer, 1966
- De la grâce et de l'humanité de Jésus, Paris, Desclée de Brouwer, 1967
- De l'Église du Christ. La personne de l'Église et son personnel, Paris, Desclée de Brouwer, 1970
- Approches sans entraves, Paris, Fayard, 1973
- La loi naturelle ou loi non écrite, Fribourg-Paris, Éditions Universitaires, 1986 (prima ed. postuma: Nove lezioni sulla legge naturale, a cura di F. Viola, Milano, Jaca Book, 1985)
- I diritti dell'uomo e la legge naturale, Roma, Edizioni di Comunità, 2025, 9791281778092